# ミハイロ・ペトロヴィチ
ミハイロ・ペトロヴィチ＝ニェゴシュ（セルビア語: Михаило Петровић-Његош、1908年9月14日 - 1986年3月24日）は、モンテネグロ王国の王族。旧統治者ペトロヴィチ＝ニェゴシュ家の家長として、ミハイロ1世（セルビア語: Михаило I, 1921年 - 1986年）を名乗った。

## 生涯
モンテネグロ王ニコラ1世の次男であるグラホヴォ＝ゼータ大公ミルコと、その妻でセルビアのオブレノヴィッチ王家の血を引くナターリヤ・コンスタンティノヴィチ（1882年 - 1950年、ミロシュ・オブレノヴィッチ1世の弟イェブラムの曾孫）の間の三男（第3子）として生まれた。第一次世界大戦中の1916年、モンテネグロがオーストリア＝ハンガリー軍によって占領されると、一族とともにイタリアへ亡命した。ナポリの寄宿学校に短期間在籍した後、母に連れられてイングランドのイーストボーンに移った。モンテネグロは大戦後にセルビア（後のユーゴスラビア王国の中核地域）に併合されたため、王家はそのまま亡命者としての暮らしを続けた。
1921年に祖父ニコラ1世が死去した際、伯父の元王太子ダニーロが王家の家督相続権を放棄する騒動が起きたため、わずか13歳のミハイロが摂政の下でモンテネグロ王家の家督を引き継いだ。1929年、アント・グヴォズデノヴィッチ将軍の摂政が終わって「親政」を開始したミハイロは、その年のうちにモンテネグロ王位請求権を放棄し、ユーゴスラビア政府に忠誠を誓った。従兄にあたるユーゴスラビア王アレクサンダル1世はミハイロの王位請求権放棄を快く受け入れ、王室費からミハイロに年金を与えることを取り決めた。
1941年1月27日にパリにおいて、路面電車の運転手の娘であるジュヌヴィエーヴ・プリジャン（Geneviève Prigent, 1919年 - 1990年）と結婚した。同年、ナチス・ドイツのフランス侵攻に伴い、ミハイロはナチ党政府に拘束され、ドイツのボーデン湖畔の城に住まわされた。ミハイロはこの城でガレアッツォ・チャーノ伯爵とヨアヒム・フォン・リッベントロップに、イタリア王国によるモンテネグロ占領下で建国予定であった傀儡政権「モンテネグロ王国」王位に就くよう求められたが、これを拒否した。ナチ党政府はミハイロを強制収容所に送ったが、1943年になって伯母のイタリア王妃エレナの嘆願により解放された。
ミハイロはフランスに帰国したものの、すぐにナチ党政府により再度拘束され、チェコスロヴァキアのアイゼンベルク城（現在のチェコ領ウースチー州ホルニー・ジジェティーンの城）内に設けられた捕虜収容所に収監された。彼は大戦末期になってようやく解放され、フランスに戻った。1947年、ミハイロはヨシップ・ブロズ・チトーの招聘でベオグラードに移住し、ユーゴスラビア社会主義連邦共和国政府の外務省儀典局の局長の職を与えられた。しかしチトーとの関係はすぐに険悪になり、1948年にはフランスに帰った。
1949年には妻ジュヌヴィエーヴと離婚した。夫妻の間に生まれた一人息子ニコラは、ジュヌヴィエーヴに引き取られた。ミハイロは亡命セルビア人団体に加盟して共産化されたユーゴスラビアを解放するための運動を続け、1986年に死去してパリのセルビア正教会墓地に葬られた。